# Computer Game Review
Computer Game Review era una revista impresa mensual que cubría tanto juegos de computadora como videojuegos. La revista se inició en 1991. También fue conocida como Computer Game Review y 16-Bit Entertainment, y más tarde como Computer Game Review y CD-Rom Entertainment. La sede de la revista que formaba parte de Sendai Publication Group estaba en Lombard, Illinois.
Las reseñas generalmente consistían en una sinopsis breve e imparcial de la trama y la jugabilidad, con puntuaciones separadas asignadas subjetivamente por cada uno de los tres revisores. Los juegos se calificaban sobre 100 y, si el juego recibía una clasificación lo suficientemente alta, recibía un premio Platinum o Golden Triad.
La revista cerró en 1996, cuando Sendai Media Group fue comprada por Ziff-Davis, propietario de la revista competidora Computer Gaming World.